# 桑德勒库尔
桑德勒库尔（法語：Cendrecourt，法語發音：[sɑ̃dʁəkuʁ]）是法国上索恩省的一个市镇，属于沃苏勒区。

## 地理
桑德勒库尔（47°50'38"N, 5°55'34"E）面积9.31 平方千米，位于法国勃艮第-弗朗什-孔泰大區上索恩省，该省份为法国东部内陆省份，北起顺时针与孚日省、贝尔福地区省、杜省、汝拉省、科多尔省和上马恩省接壤。
与桑德勒库尔接壤的市镇（或旧市镇、城区）包括：奥尔穆瓦、瑞塞、马尼莱瑞塞、蒙蒂勒莱博莱。

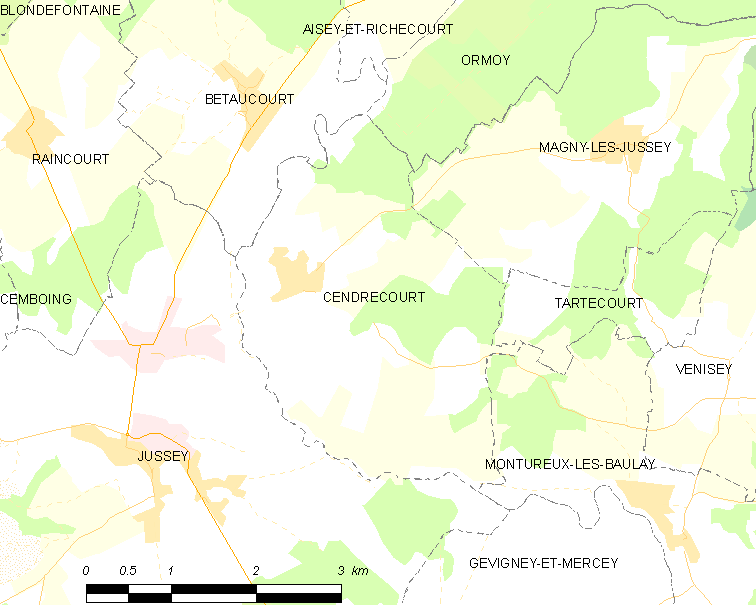
桑德勒库尔的OSM定位图

桑德勒库尔的时区为UTC+01:00、UTC+02:00（夏令时）。

## 行政
桑德勒库尔的邮政编码为70500，INSEE市镇编码为70114。

## 政治
桑德勒库尔所属的省级选区为瑞塞县。

## 人口

1962-2008年间桑德勒库尔人口变化图示

桑德勒库尔于2022年1月1日时的人口数量为202人。